# Satyrus arpensis
Satyrus arpensis är en fjärilsart som beskrevs av Andrej Nikolajewitsch Avinoff och Sweadner 1951. Satyrus arpensis ingår i släktet Satyrus och familjen praktfjärilar. Inga underarter finns listade.